# Potočnikov potok
Potóčnikov pôtok (tudi Pupáherjev pôtok) je levi pritok Drave iz srednjega dela Kozjaka med Breznim in Ožbaltom. Izvira v plitvi grapi na zahodni strani širokega slemena z vaškim središčem Kaple na Kozjaku in teče kratek čas proti severu, nato zavije proti zahodu. Po dobrih dveh kilometrih se obrne na jug v ozko dolino, po kateri teče proti jugovzhodu vse do izliva v Dravo. Ima precej razvejeno porečje in dobiva z obeh strani številne pritoke iz ozkih grap; med večjimi so Ciglerjev graben z desne strani ter Pohnikov, Kisli in Naratov graben z leve strani. Ob izlivu v Dravo je nasul izrazit vršaj, na katerem stoji manjše naselje.
Najzgornejši del porečja je v metamorfnih kamninah (filiti) ter srednjemiocenskem peščenjaku in peščenem laporju (t. i. ivniške plasti), zato je tam površje manj strmo in dolina nekoliko bolj odprta. Potok kmalu zavije na jug v odpornejše metamorfne kamnine (predvsem blestnik in amfibolit), v katerih je dolina ožja in pobočja strmejša ter v celoti poraščena z gozdom.
Potok teče ves čas po naravni strugi. V zgornjem delu drobno vijuga po naplavni ravnici, v ožjem delu doline se menjavajo odseki v prodnih naplavinah in v živoskalni podlagi, kjer so tudi manjše brzice. Naplavna ravnica je v zgornjem toku nekoliko širša in mokrotna, v srednjem in spodnjem toku večinoma ozka, ponekod pa se spuščajo pobočja neposredno v strugo potoka. V zgornjem toku je na potoku manjši ribnik (Odomovo jezero; tudi Remšnikov ribnik), nekoliko niže ob njem manjše Čumanovo jezerce.
Potočnikov potok je izrazit hudournik in ob nalivih povzroča škodo zaradi močne erozije in nasipanja. Ob močnih neurjih med 3. in 9. avgustom 2014 je potok na več mestih močno spodjedel brežine, poškodoval vodno infrastrukturo ter ob izlivu odložil velike količine plavja; močno so nasipali tudi njegovi pritoki.
V zgornjem delu doline je bilo že v preteklosti nekaj kmetij ter manjših mlinov in žag ob potokih, v ozki dolini le nekaj manjših domačij ter žage in mlini. Po dolini je danes speljana lokalna cesta iz obdravske ceste proti Kapli na Kozjaku.
Zgornji del doline z bližnjo okolico je vključen v območje Natura 2000 (Potočnikov potok – ribnik in mokrotni travniki). Območje je pomembno zaradi velike biološke pestrosti, pri čemer so najpomembnejši mokrotni travniki ob potoku in manjša močvirja v bližini jezera, kakršnih je na celotnem Kozjaku ostalo zelo malo. To so pomembni habitati za redke in ogrožene rastlinske in živalske vrste. Bogat je tudi živelj v naravno ohranjeni strugi, mdr. potočna postrv (Salmo trutta), rak koščak in številni nevretenčarji. Spodnji del doline s potokom je prav tako vključen v območje Natura 2000 (Zgornja Drava s pritoki).
Ime potoka se v različnih virih pojavlja v več oblikah: na stari avstrijski vojaški karti iz 18. stoletja ima napačno ime Wriesen Bach (ime sosednjega Brezniškega potoka),, na vojaški karti iz 19. st. se imenuje Pubacher Graben.. V Krajevnem leksikonu Dravske banovine je to Potočnikov potok, v Krajevnem leksikonu Slovenije enkrat Potočnikov (tudi Pubaherjev) potok, drugič Pubaherjev (Pubaški) potok. Na državni topografski karti v merilu 1:25.000 ima potok dve imeni: Potočnikov potok in Pupaherjev potok, na TTN5 se imenuje samo Potočnikov potok, enako v Geopediji in Velikem atlasu Slovenije..